# Onryza maga
Onryza maga är en fjärilsart som beskrevs av John Henry Leech 1890. Onryza maga ingår i släktet Onryza och familjen tjockhuvuden. Inga underarter finns listade i Catalogue of Life.